# Miagrammopes mexicanus
Espèce
Synonymes
- Miagrammopes lineatus O. Pickard-Cambridge, 1894

Miagrammopes mexicanus est une espèce d'araignées aranéomorphes de la famille des Uloboridae.

## Distribution
Cette espèce se rencontre au Mexique et aux États-Unis au Texas,.

## Description
La femelle décrite par Muma et Gertsch en 1964 mesure 9 mm.

## Étymologie
Son nom d'espèce lui a été donné en référence au lieu de sa découverte, le Mexique.

## Publication originale
- O. Pickard-Cambridge, 1893 : Arachnida. Araneida. Biologia Centrali-Americana, Zoology. London, vol. 1, p. 105-120 (texte intégral).